# فريق شركة نفط البصرة
فريق شركة نفط البصرة هو فريق رياضي عراقي سابق.
فاز فريق كرة القدم ببطولة كأس الاتحاد العراقي لسنة 1949، وهي أول بطولة وطنية رسمية في تاريخ العراق بعد تأسيس الاتحاد العراقي لكرة القدم سنة 1948.

## الإنجازات
- كأس الاتحاد العراقي
  - الفائز (1): 1948–49
- دوري مؤسسات البصرة
  - الفائز (2): 1949–50، 1950–51
  - الوصيف (1): 1948–49